# Lijst van bisschoppen van Hólar
Onderstaande personen zijn allen bisschop van Hólar, Noord-IJsland geweest.

## Rooms-katholiek
- 1106 – 1121:  Jón Ögmundsson
- 1122 – 1145:  Ketill Þorsteinsson
- 1147 – 1162:  Björn Gilsson
- 1163 – 1201:  Brandur Sæmundsson
- 1203 – 1237:  Guðmundur góði Arason
- 1238 – 1247:  Bótólfur
- 1247 – 1260:  Heinrekur Kársson
- 1263 – 1264:  Brandur Jónsson
- 1267 – 1313:  Jörundur Þorsteinsson
- 1313 – 1322:  Auðunn rauði
- 1324 – 1331:  Lárentíus Kálfsson
- 1332 – 1341:  Egill Eyjólfsson
- 1342 – 1356:  Ormur Ásláksson
- 1358 – 1390:  Jón skalli Eiríksson
- 1391 – 1411:  Pétur Nikulásson
- 1411 – 1423:  Jón Henriksson
- 1425 – 1435:  Jón Vilhjálmsson
- 1435 – 1440:  Jón Bloxwich
- 1441 – 1441:  Róbert Wodbor
- 1442 – 1457:  Gottskálk Keneksson
- 1458 – 1495:  Ólafur Rögnvaldsson
- 1496 – 1520:  Gottskálk grimmi Nikulásson
- 1524 – 1550:  Jón Arason

## Protestants (luthers)
- 1552 – 1569:  Ólafur Hjaltason
- 1571 – 1627:  Guðbrandur Þorláksson
- 1628 – 1656:  Þorlákur Skúlason
- 1657 – 1684:  Gísli Þorláksson
- 1684 – 1690:  Jón Vigfússon
- 1692 – 1696:  Einar Þorsteinsson
- 1697 – 1710:  Björn Þorleifsson
- 1711 – 1739:  Steinn Jónsson
- 1741 – 1745:  Ludvig Harboe
- 1746 – 1752:  Halldór Brynjólfsson
- 1755 – 1779:  Gísli Magnússon
- 1780 – 1781:  Jón Teitsson
- 1784 – 1787:  Árni Þórarinsson
- 1789 – 1798:  Sigurður Stefánsson